# Lashkargah
Lashkar Gah o Lashkargah (Paixtu: لښکرګاه), coneguda històricament com a Bust o Bost, és una ciutat de l'Afganistan, capital de la província de Helmand i del districte de Lashkargah. Està situada entre els rius Argandab i Helmand no gaire lluny de les ruïnes de l'antiga Bust. Disposa d'un aeroport a l'est del riu Helmand, uns 8 km al nord de la seva unió amb l'Argandab.